# Estación de Xàtiva (Metrovalencia)
Xàtiva es una estación de las líneas 3, 5 y 9 de Metrovalencia que se inauguró el 16 de septiembre de 1998.

## Características
Consta de un andén para cada sentido de circulación, situados en dos niveles debido a las dificultades arqueológicas, técnicas y por la presencia de espacios subterráneos ya ocupados. Así como por la presencia de los enlaces con la línea 7 a tan solo unos 10 o 15 metros de los 2 andenes de la estación. La estación de Xàtiva, principalmente, se construyó en 2 niveles para que la vía de los trenes que vayan en dirección a Torrente no interfiriera a la de los que vayan a Rafelbunyol, Alboraya Peris Aragó y Marítim y viceversa. Además, desde los 2 sótanos de la estación se pueden ver pasar los trenes de la línea 7, los cuales no paran en Xàtiva debido a las dificultades técnicas y arqueológicas. Además de que si pararan en Xàtiva la curva hacia la estación de Bailén sería más cerrada.
Está previsto la construcción de un andén provisional entre esta estación y la de Alicante para ofrecer conexión con la línea 10. Actualmente se puede realizar transbordo entre ambas estaciones a pie por la calle.

## Accesos
Dispone de un acceso delante de la plaza de toros, otro delante de la Estación del Norte, uno más en la calle Ribera y, por último, uno en la calle Játiva con la avenida Marqués de Sotelo. El ascensor se encuentra en el primero de ellos.